# Mycodrosophila huangshanensis
Mycodrosophila huangshanensis är en tvåvingeart som beskrevs av Chen och Masanori Joseph Toda 1994. Mycodrosophila huangshanensis ingår i släktet Mycodrosophila och familjen daggflugor. Inga underarter finns listade i Catalogue of Life.